# Kaźmierek
Kaźmierek [pronunciación en polaco: /kaʑˈmjɛrɛk/] es un pueblo ubicado en el distrito administrativo de Gmina Bedlno, dentro del condado de Kutno, Voivodato de Łódź, en el centro de Polonia. Se encuentra a unos 9 kilómetros al sureste de Bedlno, 23 kilómetros al este de Kutno, y a 46 kilómetros al norte de la capital regional Łódź.